# Daniele Massaro
Pour les articles homonymes, voir Massaro.
Daniele Massaro, né le 23 mai 1961 à Monza, est un footballeur italien évoluant au poste d'avant-centre.

## Biographie
Il découvre le football professionnel à AC Monza (renommé Calcio Monza en 1980) en Série B, mais découvre l'élite avec la Fiorentina. Ce passage à Florence lui permet de devenir international le 14 avril 1982 en jouant contre la RDA (défaite 1-0). Il sera du voyage victorieux en Espagne lors du Coupe du monde 1982, même s'il ne joue pas la moindre minute.
En 1986, il est transféré au Milan AC, où après des débuts difficiles et un prêt à l'AS Roma, il s'imposera sur le front de l'attaque. Finaliste malheureux de la ligue des champions 1993 face a Marseille, il connait finalement la consécration l'année suivante lors de la finale de 1994  face au FC Barcelone durant laquelle il inscrit un doublé. Au terme du match il déclarera "Je vais ramener trois trophées à la maison : mes deux buts et le maillot de Hristo Stoichkov ; c'est mon idole."
Ce qui lui permettra, en plus des titres glanés avec le Milan AC, de renouer avec la Squadra Azzurra, après huit années d'absence et un compteur de sélections bloqué alors à six, lors d'un match perdu contre l'Allemagne (2-1) le 23 mars 1994. Il fait ensuite partie de la liste des 22 joueurs qui s'envolent pour les États-Unis et la Coupe du monde en 1994. Titulaire, il ne rate que la demi-finale contre la Bulgarie, inscrivant au passage son unique but avec la sélection contre le Mexique au premier tour de la compétition. En finale, au terme d'un match terne se terminant par un score nul et vierge, tout comme Roberto Baggio après lui, il rate son tir au but, précipitant la défaite des siens. Ce fut son dernier match avec la Squadra Azzurra.
Il termine son aventure milanaise en 1995, après 306 matchs disputés pour 70 buts et 32 passes décisives.
Sa fin de carrière est plus tranquille, puisqu'il signe pour le club de Shimizu S-Pulse  au Japon, au sein de la J-League. Il y inscrit 11 buts en 25 matchs.

## Palmarès

### En club
- Vainqueur de la Coupe Intercontinentale en 1989 et en 1990 avec le Milan AC
- Vainqueur de la Supercoupe d'Europe en 1989, en 1990 et en 1994 avec le Milan AC
- Vainqueur de la Coupe d'Europe des Clubs Champions en 1990 avec le Milan AC
- Vainqueur de la Ligue des champions en 1994 avec le Milan AC
- Champion d'Italie en 1988, en 1992, en 1993 et en 1994 avec le Milan AC
- Vainqueur de la Supercoupe d'Italie en 1988, en 1992, en 1993 et en 1994 avec le Milan AC
- Finaliste de la Coupe Intercontinentale en 1993 et en 1994 avec le Milan AC
- Finaliste de la Ligue des champions en 1993 et en 1995 avec le Milan AC
- Finaliste de la Supercoupe d'Europe en 1993 avec le Milan AC
- Finaliste de la Coupe d'Italie en 1990 avec le Milan AC

### EnÉquipe d'Italie
- 15 sélections et 1 but marqué entre 1982 et 1994
- Vainqueur de la Coupe du Monde en 1982
- Participation à la Coupe du Monde en 1982 (Vainqueur) et en 1994 (Finaliste)
- Participation aux Jeux Olympiques en 1984 (4e) avec les Italie olympique

### Statistiques
- 379 matchs et 67 buts en Serie A
- 20 matchs et 10 buts en J-League
- 60 matchs et 10 buts en Serie B
- 46 matchs et 7 buts en Coupe d'Italie
- 5 matchs et 1 buts en Japan League Cup
- 41 matchs et 9 buts en Coupe d'Europe des Clubs Champions/Ligue des champions
- 6 matchs en Coupe de l'UEFA
- 6 matchs et 1 but en Coupe du Monde : 
  - 0 match en 1982
  - 6 matchs et 1 but en 1994